# لا گرانج (تگزاس)
لا گرانج، تگزاس(به انگلیسی: La Grange, Texas) شهری در ایالت تگزاس از ایالات جنوبی ایالات متحده آمریکا است. در سرشماری سال ۲۰۰۰، جمعیت این شهر ۴۷۰۹ نفر اعلام شد.
عمارت دادگستری شهرستان فیت در اینجا قرار دارد.